# Championnat des États-Unis de combiné nordique 2009
Le championnat des États-Unis de combiné nordique 2009 s'est déroulé le 11 octobre 2008 à Lake Placid, dans l'état de New York, au cœur des Adirondacks.
La compétition a distingué Johnny Spillane, qui remportait là son premier titre de champion des États-Unis de la discipline.
On remarquera parmi les concurrents un coureur de nationalité canadienne : Jason Myslicki.

## Résultats
| Rang | Athlète         | Club                                 |
| ---- | --------------- | ------------------------------------ |
| 1    | Johnny Spillane | Steamboat Springs Winter Sports Club |
| 2    | Bill Demong     | Vermontville (en) (New York)         |
| 3    | Todd Lodwick    | Steamboat Springs Winter Sports Club |
| 4    | Bryan Fletcher  | Steamboat Springs Winter Sports Club |
| 5    | Jason Myslicki  | Altius Nordic Ski Club (Canada)      |
| 6    | Brett Camerota  | Park City Nordic Ski Club            |
| 7    | Eric Camerota   | Park City Nordic Ski Club            |
| 8    | Willy Graves    | Putney (Vermont)                     |
| 9    | Taylor Fletcher | Steamboat Springs Winter Sports Club |
| 10   | Brett Denney    | Steamboat Springs Winter Sports Club |